# Kleingebiet Kunszentmiklós
Das Kleingebiet Kunszentmiklós (ungarisch Kunszentmiklósi kistérség) war bis Ende 2012 eine ungarische Verwaltungseinheit (LAU 1) innerhalb des Komitats Bács-Kiskun in der Südlichen Großen Tiefebene. Im Zuge der Verwaltungsreform von 2013 ging es hauptsächlich in den nachfolgenden Kreis Kunszentmiklós über, die Gemeinde Újsolt wechselte in den Kreis Kalocsa.
Das Kleingebiet hatte 30.087 Einwohner (Ende 2012) auf einer Fläche von 802,79 km² und umfasste 10 Gemeinden.
Der Verwaltungssitz war in Kunszentmiklós.

## Städte
- Dunavecse (3,903 Ew.)
- Kunszentmiklós (8.384 Ew.)
- Szabadszállás (6.202 Ew.)

## Gemeinden
| Apostag          | Dunaegyháza | Kunadacs | Kunpeszér |
| Szalkszentmárton | Tass        | Újsolt   |           |

Koordinaten: 46° 58′ N, 19° 11′ O